# Dutty Boukman
Dutty Boukman, död 1791, var en av ledarna för Hatitiska revolutionen. 
Han var född i Afrika och transporterades som slav till Saint Domingue, där han rymde och blev en ledare för maroonerna och en houngan (voodoopräst). 
Dutty Boukman och Cécile Fatiman ledde den berömda ceremonin i Bois Caïman i augusti 1791 som markerade början på Haitiska revolutionen.